# Cikarang (ort i Indonesien)
Cikarang är en ort i Indonesien.   Den ligger i provinsen Jawa Barat, i den västra delen av landet, 30 km öster om huvudstaden Jakarta. Cikarang ligger 17 meter över havet och antalet invånare är 106 479.
Terrängen runt Cikarang är platt.Runt Cikarang är det mycket tätbefolkat, med 1 018 invånare per kvadratkilometer. Närmaste större samhälle är Bekasi, 18,2 km väster om Cikarang. Trakten runt Cikarang består till största delen av jordbruksmark.